# 冯纶
冯纶（1889年—1954年），字次经，山西隰县人。民国时期法学家，教育家。

## 生平
1914年毕业于山西大学校预科，考入山西大学校法科。
1917年，法科毕业。由政府公派留学日本，进入东京明治大学学习法律。
1920年，毕业回国。先后担任山西大学预科教师、山西公立法政专门学校教师、山西大学法科教授。在教学过程中手编《国际法》、《亲属法》、《商法》等教材，颇受学生欢迎。
1928年，出任平津卫戍总司令部交际处处长，随后调任山西公立法政专门学校校长。1932年，该校改制为山西省立法学院。冯纶仍然为院长。
1934年，山西省立法学院与山西大学合并。冯纶出任山西大学教务长，同时主管法学院。
在担任省立法学院院长和山西大学教务长期间，冯纶先后兼任太原绥靖公署少将参事、中将参议、山西县知事考试委员、山西普通考试典试委员等职位。同时创立太原云山高级中学，自任校长。
1937年，日军侵犯山西。太原各校停课。冯纶回乡避难。
1939年，受阎锡山邀请，出任山西大学校长，负责复校事宜。数月后辞职。前往西安，并在西安开设律师事务所。
1940年后，在西安各校授课。先后任陕西省商业专科学校教授，山西铭贤学院教授。
1945年，出任国立西北大学法商学院教授，后升为西北大学法学院法律系主任。
1952年，出任山西省人民委员会委员、政法委员会委员、省高级人民法院顾问。1954年被选为山西省人民代表大会代表。
1954年9月25日，因病逝世。